# Маником, Жаклин
Жаклин Маником (фр. Jacqueline Manicom; 1935—1976) — гваделупская писательница, педагог, акушерка, телеведущая и общественная деятельница-феминистка. Автор романов «Mon examen de blanc» (1972) и «La graine: journal d’une sage-femme» (1974).

## Ранние годы
Маником родилась на Гваделупе в семье сельськохозяйственных работников южноазиатского происхождения и была старшей из двадцати детей. Когда ее мать Кармен ждала 18-го ребенка, Жаклин пришлось приостановить учёбу, чтобы помочь своим братьям с сёстрами и прикованной к постели матери. Именно тогда она решила стать акушеркой. Получив профильное образование, изучала право и философию в Париже.

## Деятельность
В молодости Маником работала в государственной больнице в Париже. Она также работала на радио и телевидении, преподавала курсы философии. В конце 1960-х она сотрудничала с Симоной де Бовуар в Женском освободительном движении во Франции и была одной из основателей Choisir la Cause des Femmes (CHOISIR). В частности, в борьбе за права женщин сосредоточила свою деятельность на легализации абортов. Они с мужем, профессором философии Ивом Летурнером, основали клинику планирования семьи на Гваделупе. У самих супругов было двое детей.
Маником написала два автобиографических романа на французском языке: «Mon examen de blanc» (1972) и «La graine: journal d’une sage-femme» (1974). Обе представляют истории женщин-иммигрантов из Карибского бассейна в медицинских учреждениях, поднимая темы расы, класса, пола и сексуальности в контексте колониализма и борьбы за независимость французских владений в Карибском бассейне.

## Смерть
В 41-летнем возрасте Жаклин Маником покончила жизнь самоубийством 22 апреля 1976 года.